# PTC-weerstand

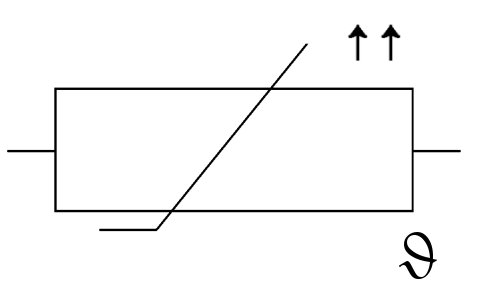
Symbool PTC-weerstand

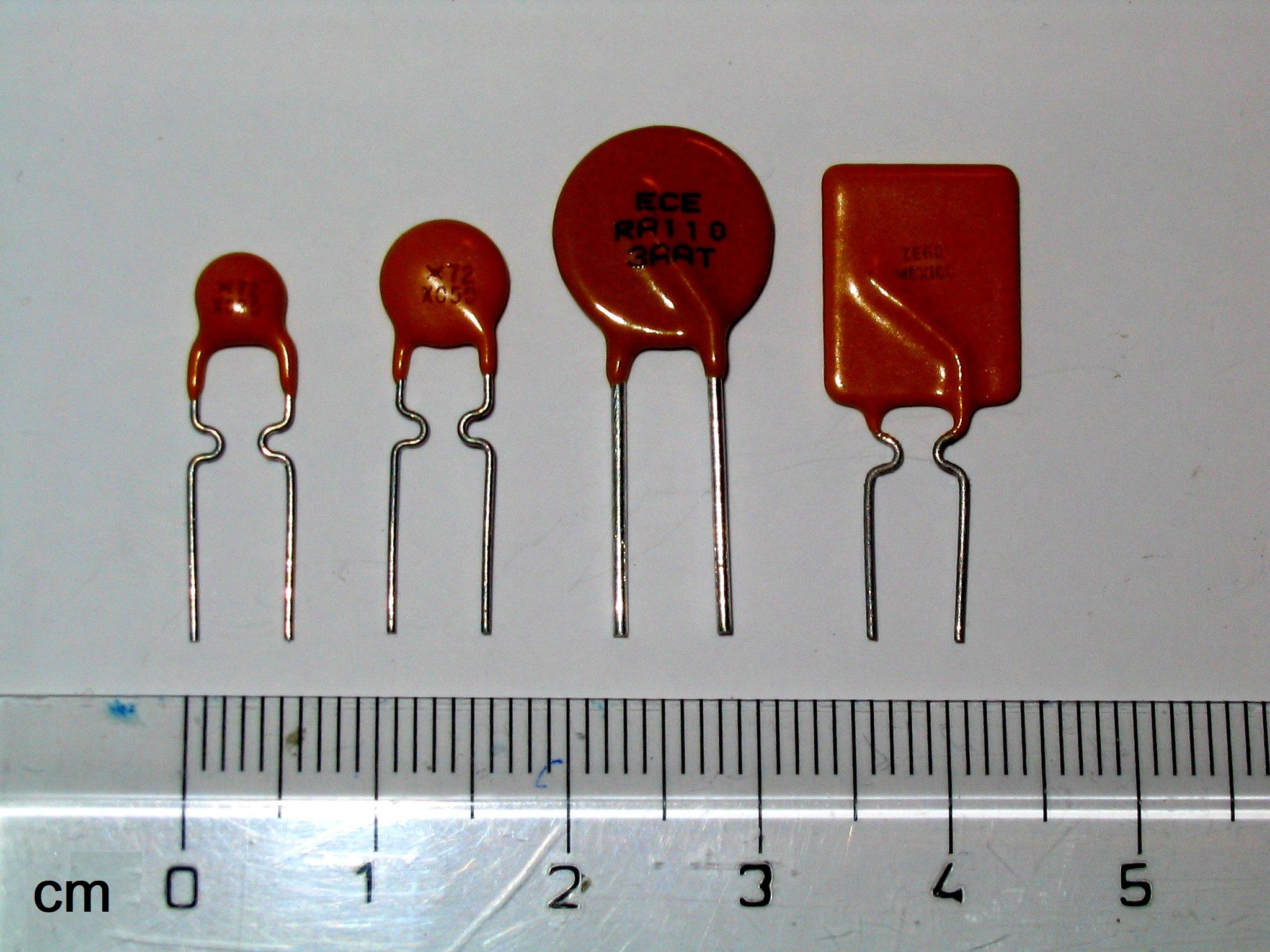
Diverse uitvoeringen

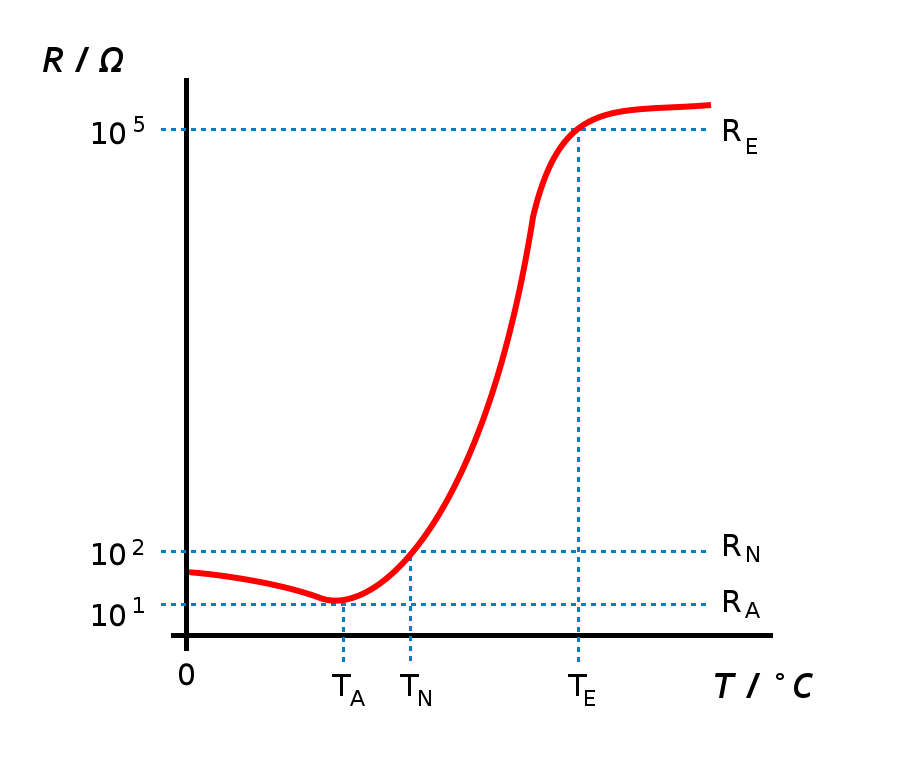
Weerstand vs. temperatuur

Een PTC-weerstand is een weerstand met een positieve temperatuurcoëfficiënt, dit betekent dat de elektrische weerstand sterk toeneemt als de temperatuur toeneemt in een bepaald temperatuurbereik. Indien de weerstand wordt uitgezet als functie van de temperatuur, dan blijkt dat voor Rminimum en na Rmaximum de PTC zich als een NTC gedraagt. Het verband tussen weerstand en temperatuur is niet lineair.
De tegenhanger van de PTC-weerstand is de NTC-weerstand, beide behoren tot de thermistors.
De term PTC wordt meestal voor weerstanden gebruikt die flink niet-lineair zijn. Ze kunnen hierdoor bijvoorbeeld gebruikt worden als temperatuurbeveiliging in elektrische apparaten. De PTC-weerstand wordt dan in serie met de belasting geschakeld. Bij normale temperatuur zal het apparaat normaal werken, als de temperatuur oploopt zal de weerstand van de PTC abrupt toenemen en de stroom door het apparaat beperken. Als het ware functioneert de PTC als thermische zekering; dit type thermische zekering wordt vaak verhandeld onder de naam polyfuse of polyswitch.
De Pt100-temperatuursensor heeft ook een positieve temperatuurcoëfficiënt, heeft een vrijwel lineaire karakteristiek maar wordt zelden tot nooit als PTC aangeduid.